# Foosball

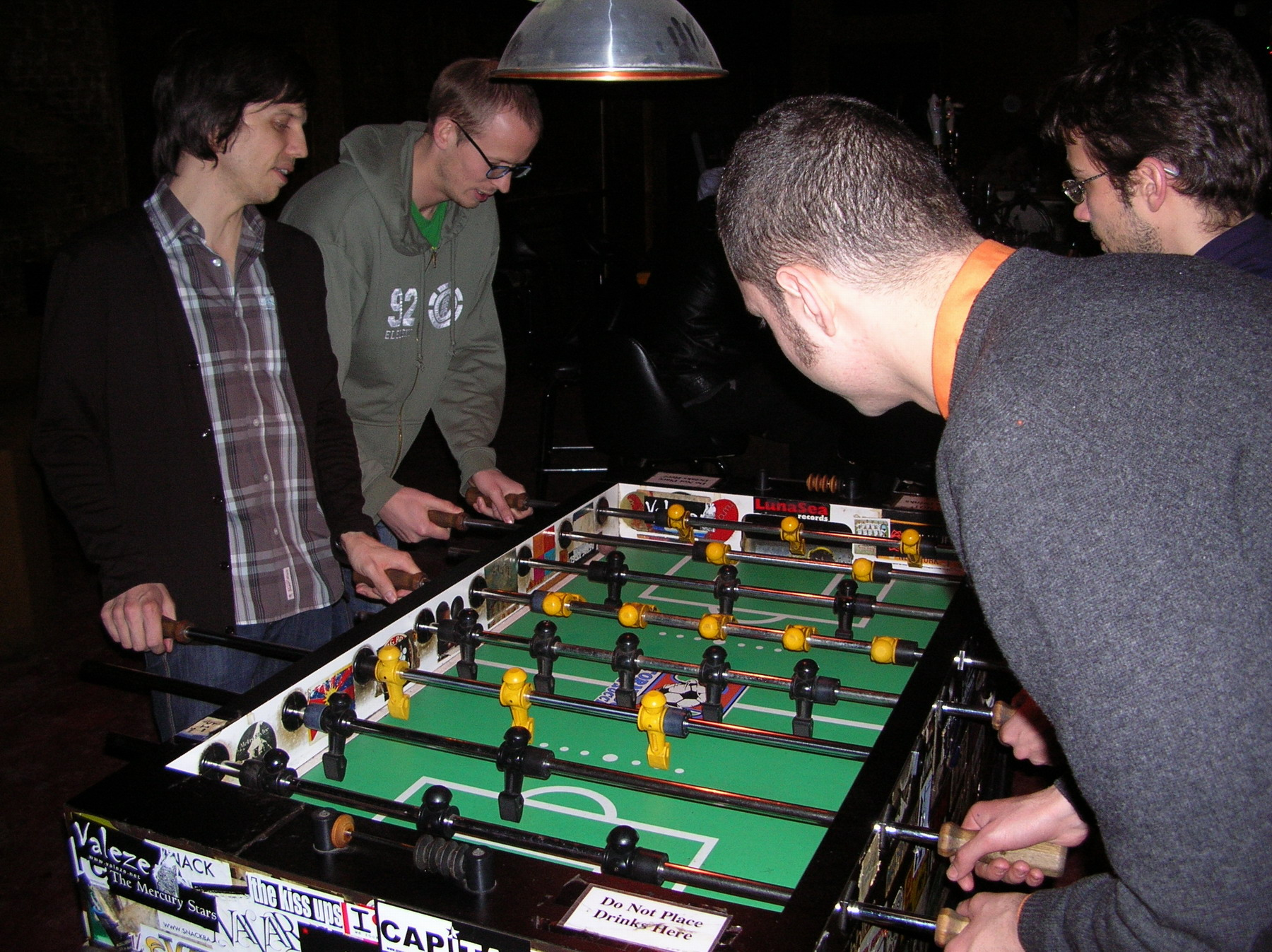
fotbal de masă

Foosball (fusbal) sau fotbal de masă este un joc bazat pe fotbal. Originea sa este în Europa anilor 1880-1890.